# After Forever (álbum)
After Forever es el quinto y último álbum de estudio de la banda de metal sinfónico, After Forever y el primero bajo el sello de la discográfica Nuclear Blast. En este álbum, la banda varía su estilo hacia algo más cinematográfico, agresivo y dramático. Su primer sencillo fue "Energize Me", junto con el un segundo sencillo titulado "Equally Destructive", el cual se lanzó con un DVD limitado de la canción.

## Canciones
1. "Discord" - 04:36
2. "Evoke" - 04:24
3. "Transitory" - 03:29
4. "Energize Me" - 03:09
5. "Equally Destructive" - 03:31
6. "Withering Time" - 04:31
7. "De-Energized" - 05:10
8. "Cry with a Smile" - 04:25
9. "Envision" - 03:56
10. "Who I am (feat. Doro)" - 04:36
11. "Dreamflight" - 11:09
12. "Empty Memories" - 04:55

Bonustrack (solo en la versión digibook del álbum)
1. "Lonely" - 03:26

Bonustrack (solo para Japón)
1. "Sweet Enclosure" - 05:03

- Datos: Q1929765
- Multimedia: After Forever / Q1929765